# Моравске Љескове
Моравске Љескове (слч. Moravské Lieskové) насељено је мјесто са административним статусом сеоске општине (слч. obec) у округу Ново Место на Ваху, у Тренчинском крају, Словачка Република.

## Становништво
| Година:    | 1994. | 2004.   | 2014.   | 2024.   |
| ---------- | ----- | ------- | ------- | ------- |
| Број људи: | 2565  | 2484    | 2543    | 2540    |
| Разлика:   |       | -3,15 % | +2,37 % | -0,11 % |

| Година:    | 2023. | 2024.   |
| ---------- | ----- | ------- |
| Број људи: | 2518  | 2540    |
| Разлика:   |       | +0,87 % |

Према подацима о броју становника из 2024. године насеље је имало 2540 становника.